# Decretos Reais, Vol. 1
Decretos Reais, Vol. 1 é o sétimo extended play (EP) e o primeiro lançamento póstumo da cantora e compositora brasileira Marília Mendonça, lançado em 21 de julho de 2022, através da Som Livre.

## Gravação
As faixas do EP foram extraídas da live "Serenata" que Mendonça realizou em 15 de maio de 2021 e apresenta regravações de canções clássicas do sertanejo interpretadas por Dalto, Genival Santos, Leonardo, Ovelha e Zezé Di Camargo & Luciano.

## Lista de faixas
Todas as faixas produzidas por Júnior Campi e Elvis Tcherr.
| N.º            | Título                                              | Compositor(es)                                 | Duração |  |
| 1.             | "Te Amo Demais"                                     | César Lemos Karla Aponte                       | 3:25    |  |
| 2.             | "Te Amo Que Mais Posso Dizer (More Than I Can Say)" | Jerry Allison Juvenal de Oliveira Sonny Curtis | 2:36    |  |
| 3.             | "Não Era Pra Ser Assim"                             | Claudio Noam Jaciano Lucas Robles              | 3:51    |  |
| 4.             | "Sendo Assim / Muito Estranho (Cuida Bem de Mim)"   | Claudio Rabello Dalto Jacinto José             | 5:11    |  |
| Duração total: | Duração total:                                      | Duração total:                                 | 15:05   |  |

## Créditos de elaboração
- Marília Mendonça – vocais principais
- César Lemos – composição
- Claudio Noam – composição
- Claudio Rabello – composição
- Dalto – composição
- Elvis Tcherr – produção
- Jaciano – composição
- Jacinto José – composição
- Jerry Allison – composição
- Juvenal de Oliveira – composição
- Júnior Campi – produção
- Karla Aponte – composição
- Lucas Robles – composição
- Sonny Curtis – composição